# St. Nikolaus (Bodružal)

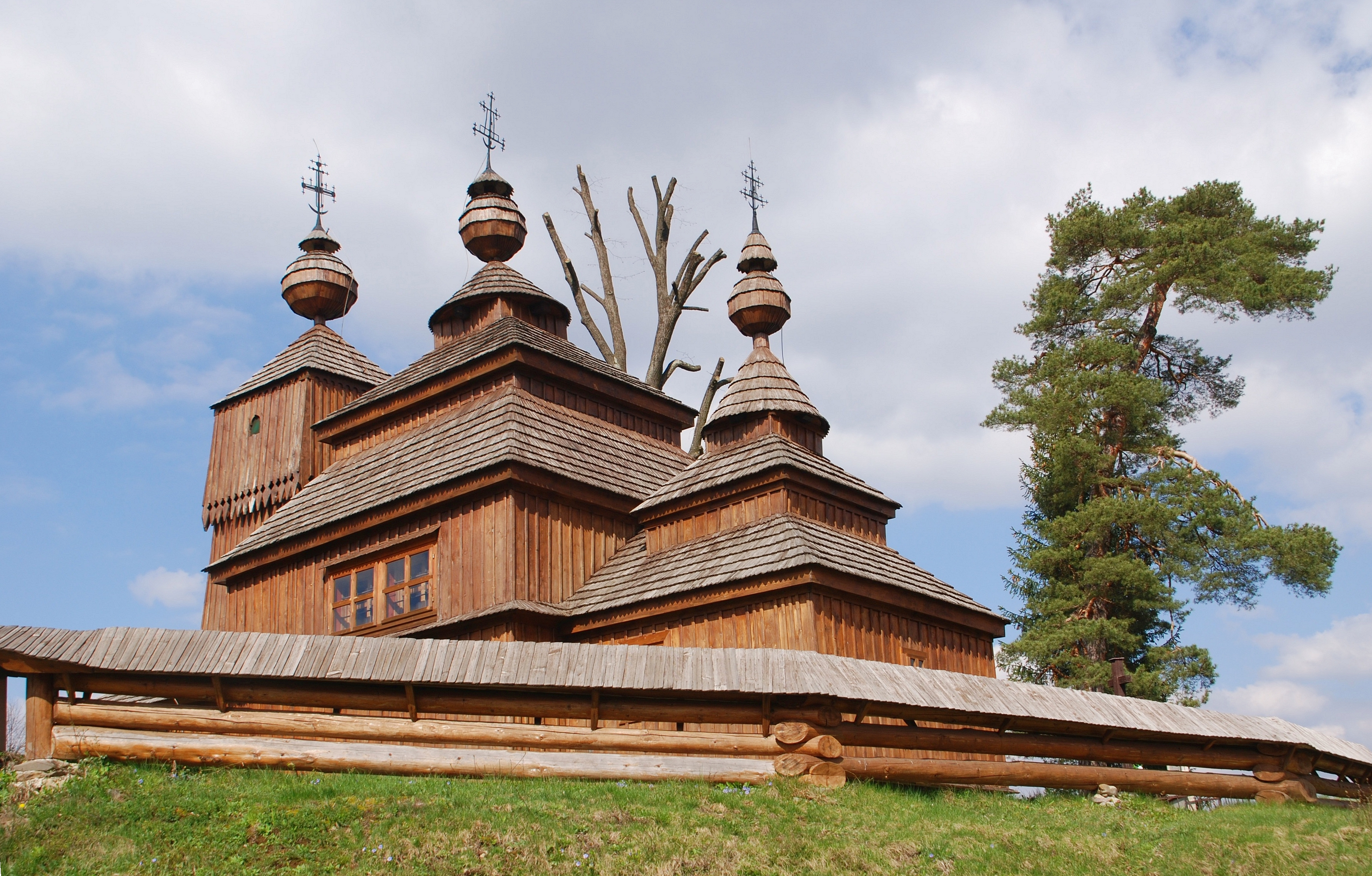
Kirche St. Nikolaus in Bodružal

St. Nikolaus (slowakisch Chrám svätého Mikuláša oder Cerkev svätého Nikolaja) ist eine griechisch-katholische Holzkirche in Bodružal, Prešovský kraj, Slowakei. Sie trägt das Patrozinium des heiligen Nikolaus von Myra.
Die Kirche wurde 1658 gebaut und ist eine von ältesten noch bestehenden Holzkirchen in der Slowakei. Es handelt sich um ein dreiteiliges Blockhaus mit von Ost nach West sich erhöhenden drei Türmen, das aus einem Altarraum, dem Schiff und dem Vorraum unter dem Hauptturm besteht. Das Schindeldach ist über dem Altarraum und dem Schiff durch quadratische Konstruktionen gegliedert, auf denen Kegelpyramiden mit reichlich geschmückten Kreuzen stehen. Im Hauptturm befinden sich drei Glocken, die älteste stammt aus dem Jahr 1759. Das Areal ist durch eine Holzumfriedung mit Schindeldach und einem Eingangstor abgegrenzt.
Die Ikonostase hat vier Reihen, die Hauptreihe enthält Ikonen der Taufe Christi, der heiligen Gottesmutter, von Christus als Lehrer und des Kirchenpatrons Nikolaus von Myra. In der zweiten Reihe sind die zwölf Hauptfeste der Orthodoxie und das letzte Abendmahl dargestellt. In der dritten Reihe sind die heiligen Apostel sowie Christus als Hohepriester abgebildet. In der vierten Reihe befinden sich sechs Medaillons mit je zwei Abbildungen von Propheten aus dem Alten Testament und die Ikone Christus am Kreuz. Der Hauptaltar ist im Stil des Barock gestaltet. Im Kirchenschiff befinden sich Reste barocker Wandmalereien (Jüngstes Gericht und Kreuzigung Christi) aus dem 18. Jahrhundert.
Seit 2008 ist die Kirche Teil des UNESCO-Welterbes: „Holzkirchen im slowakischen Teil der Karpaten“.